# Jailhouse Rock

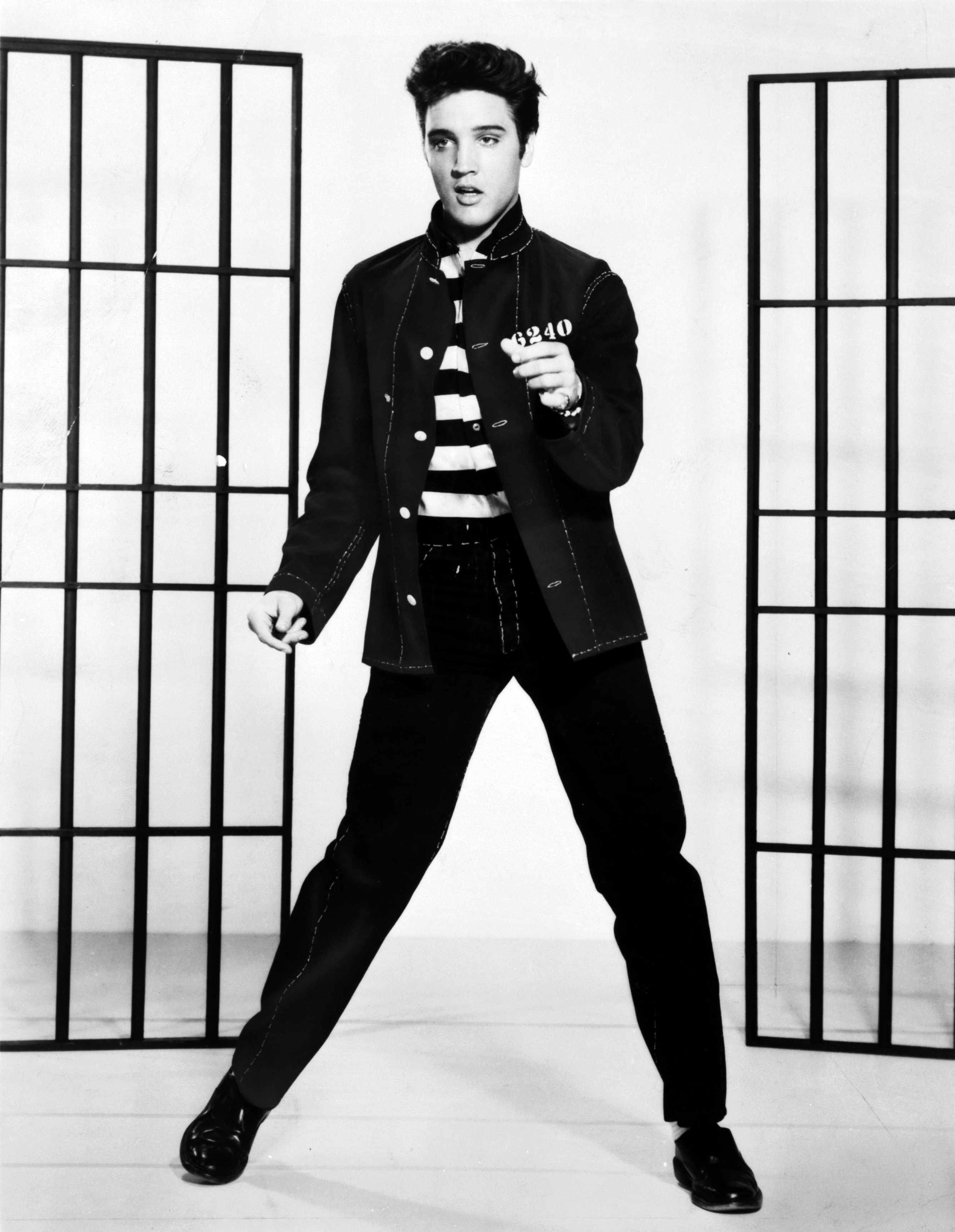
Elvis Presley im Film Jailhouse Rock, 1957

Jailhouse Rock (englisch jailhouse für „Gefängnis“ und rock, umschrieben für „Rhythmus“ oder „Tanz“) ist ein von dem erfolgreichsten Autorenteam des Rock & Roll, Jerry Leiber und Mike Stoller, im Jahr 1957 verfasster Rocksong, der durch Elvis Presley zum Millionenseller wurde. Er war Titelsong des gleichnamigen Musikfilms mit Elvis Presley in der Hauptrolle.

## Hintergrund
Jailhouse Rock war nach Hound Dog der zweite Nummer-eins-Hit für Elvis Presley in den nationalen Billboard-Charts, der aus der Feder des Songschreiber-Duos Jerry Leiber & Mike Stoller stammte. Der Erfolg von Presleys Hound Dog-Version führte dazu, dass Leiber & Stoller neben anderen Autoren Anfang 1957 damit beauftragt wurden, Songs für den dritten Presley-Film mit dem späteren Titel Jailhouse Rock zu schreiben. Da die zwei jungen Autoren dem New Yorker Nachtleben jedoch mehr zugetan waren als der Aufgabe, möglichst rasch eine Auswahl guter Songs für einen Elvis-Soundtrack zu liefern, schloss Freddy Bienstock – beim Musikverlag Hill & Range verantwortlich für die Musikverlage Gladys Music und Elvis Presley Music – das Duo über Nacht in ihrer Hotelsuite ein, indem er es sich auf einem Sofa vor der Tür bequem machte. So wurden quasi über Nacht Jailhouse Rock, Treat Me Nice, (You’re So Square) Baby I Don’t Care und I Want To Be Free fertig, die Presley dann aus einer Reihe von Titeln anderer Autoren zur Aufnahme auswählte.
Die Aufnahmesessions zu Jailhouse Rock fanden am 30. April und 3. Mai 1957 bei Radio Recorders und am 9. Mai 1957 bei MGM Soundstage in Hollywood statt. Auf Wunsch Elvis Presleys waren Jerry Leiber und Mike Stoller bei der von Steve Sholes geleiteten Aufnahmesession zugegen und unterstützten den jungen Sänger in seiner Arbeit. Die Studioband bestand aus Presleys alten Weggefährten Scotty Moore (elektrische Gitarre), Bill Black (Bass) und D.J. Fontana (Schlagzeug), Dudley Brooks und Mike Stoller (Piano), Elvis Presley selbst (akustische Gitarre) sowie dem Gospel-Quartett The Jordanaires mit Hintergrundgesang.
Der temporeiche Bass, untermalt mit D.J. Fontanas Schlagzeug zwischen Rumba und Shuffle, sind symptomatisch für die Musikspur. Die 16 Takte der Strophen bilden ein erweitertes Bluesschema, die Melodie besteht nur aus wenigen Tönen der Bluestonleiter. Durch die ausgeprägte Textdichte und das hohe Tempo von Jailhouse Rock konnten auch englischsprachige Hörer den Inhalt nicht auf Anhieb verstehen. Jailhouse Rock erschien als A-Seite einer Single mit Treat Me Nice als B-Seite. Ungewöhnlicherweise spielte Elvis Presley bei der Aufnahme von Treat Me Nice selbst den Fender-Bass, da Bassist Bill Black zunächst nicht mit dem für ihn neuen Instrument zurechtgekommen war und aufgegeben hatte.
Der Titel Jailhouse Rock über eine fiktive Party im Gefängnis schildert das Zusammentreffen mehrerer Gefangener, die verschiedene Musikinstrumente spielen und deshalb eine Band zusammenstellen können, die sodann alle Gefangenen zum Tanzen anregte. Einige Personen, die im Song erwähnt wurden, lebten tatsächlich. „Shifty Henry“ war ein bekannter Bass-Musiker und Blues-Komponist aus Los Angeles und kein Krimineller, bei der „Purple Gang“ handelte es sich um eine wirkliche fünfköpfige Gangsterbande aus Detroit und nicht um eine Rhythmusgruppe, hinter „Bugs“ verbarg sich wohl der jüdisch-stämmige erschossene Gangster Benjamin „Bugsy“ Siegel, und „Sad Sack“ war in der US-Armee die Bezeichnung für einen Verlierertypen. In der zweiten Strophe wird der fiktive Gefangene „Spider Murphy“ als Tenor-Saxophonist erwähnt, hiernach benannte sich die Spider Murphy Gang.

## Veröffentlichung
Der Titel Jailhouse Rock / Treat Me Nice (RCA Victor #47-7035 – für die 45rpm-Single – und #20-7035 für 78rpm) wurde am 24. September 1957 veröffentlicht.
Der Film Jailhouse Rock – Rhythmus hinter Gittern kam am 8. November 1957 offiziell in den USA (erst am 5. April 1958 in Deutschland) in die Kinos. Die zentrale Gesangs-/Tanzszene in Jailhouse Rock mit dem Titelsong gilt heute als Urform des Rock-/Popvideos. Die Filmpremiere fand zuvor am 17. Oktober 1957 in Memphis statt, woran Elvis jedoch nicht teilnahm. Er hatte sich den Film am 2. Oktober mit seinen Eltern im Rahmen einer Privatvorführung angeschaut.
Am 30. Oktober 1957 folgt die gleichnamige EP, auf der neben dem Titelsong noch zwei weitere Leiber/Stoller-Kompositionen aus dem Film zu finden sind, nämlich I Want to Be Free und (You’re So Square) Baby I Don’t Care. Die EP erreichte in den Vereinigten Staaten Platz eins der Extended-Play-Charts. Sie wurde zwei Millionen Mal umgesetzt.

## Rezeption
Der Titel wurde mit einem BMI-Award ausgezeichnet.

## Kommerzieller Erfolg

### Chartplatzierungen
Jailhouse Rock avancierte zum Nummer-eins-Erfolg in den Vereinigten Staaten und dem Vereinigten Königreich. In den Vereinigten Staaten erreichte die Single am 21. Oktober 1957 die Chartspitze, wo sie für sieben Wochen verblieb. Sie erreichte auch den ersten Rang der US-Country- sowie R&B-Hitparaden und gehört damit zu den wenigen Liedern, die als Crossover so erfolgreich abschnitten, wobei Presley mit All Shook Up und Teddy Bear dies schon 2-mal zuvor gelungen war. Im Vereinigten Königreich ist die erste Single in der Geschichte, die den Sprung von null auf eins schaffte. Im Januar 2005 erreichte Jailhouse Rock erneut die britische Chartspitze, wodurch es zum ältesten Titel wurde, der jemals die Topposition ein zweites Mal einnahm.
| ChartsChartplatzierungen       | Höchstplatzierung | Wochen/ Monate |
| ------------------------------ | ----------------- | -------------- |
| Deutschland (GfK)              | 19 (1 Mt.)        | 1 Mt.          |
| Schweiz (IFPI)                 | 96 (3 Wo.)        | 3 Wo.          |
| Vereinigte Staaten (Billboard) | 1 (27 Wo.)        | 27 Wo.         |
| Vereinigtes Königreich (OCC)   | 1 (39 Wo.)        | 39 Wo.         |

| ChartsJahrescharts (1957)      | Platzierung |
| ------------------------------ | ----------- |
| Vereinigte Staaten (Billboard) | 16          |

### Auszeichnungen für Musikverkäufe
Die Single verkaufte sich weltweit über vier Millionen Mal, davon alleine zwei Millionen Mal in den Vereinigten Staaten in den ersten zwei Verkaufswochen. Dies brachte Presley den Status als 14. Millionensellers ein.
| Land/Region                  | Auszeichnungen für Musikverkäufe (Land/Region, Auszeichnung, Verkäufe) | Verkäufe  |
| ---------------------------- | ---------------------------------------------------------------------- | --------- |
| Dänemark (IFPI)              | Gold                                                                   | 45.000    |
| Deutschland (BVMI)           | Gold                                                                   | 300.000   |
| Italien (FIMI)               | Gold                                                                   | 35.000    |
| Neuseeland (RMNZ)            | Platin                                                                 | 30.000    |
| Spanien (Promusicae)         | Gold                                                                   | 30.000    |
| Vereinigte Staaten (RIAA)    | 2× Platin                                                              | 2.000.000 |
| Vereinigtes Königreich (BPI) | Platin                                                                 | 600.000   |
| Insgesamt                    | 4× Gold · 4× Platin ·                                                  | 3.040.000 |

Hauptartikel: Elvis Presley/Auszeichnungen für Musikverkäufe

## Coverversionen
Von dem Lied Jailhouse Rock werden mit Stand 2024 129 Versionen gelistet, darunter Jeff Beck (1969), Jerry Lee Lewis (1971), Mike Krüger Sie trägt ’nen Faltenrock (1975), ZZ Top (1975), Twisted Sister (1994), Prince (1995), Spider Murphy Gang (2004), Erika Stucky (2005) und Helge Schneider (2007). Eine eigene Fassung des Lieds wurde 1980 als Abschluss des Films Blues Brothers verwendet. Queen spielten den Song beim Großteil ihrer Konzerte; lediglich während der Tourneen in den Jahren 1982 und 1986 stand Jailhouse Rock nie auf dem Programm. Eine Anfang der achtziger Jahre aufgenommene Live-Interpretation ist in Queen Rock Montreal enthalten.